# Prezumția de nevinovăție
Prezumția de nevinovăție reprezintă o cutumă legală utilizată în majoritatea statelor civilizate, care implică o presupunere că o persoană este considerată ca fiind inocentă până la proba contrarie. Scopul prezumției de nevinovăție este acela de a proteja individul împotriva măsurilor abuzive, prin garantarea libertății individuale, prin stimularea căutării adevărului de către autoritățile statului și prin evitarea convingerii că persoana împotriva căreia se exercită o acțiune penală este vinovată. 

## Prezumția de nevinovăție în lume
Regula prezumției de nevinovăție a fost consacrată pentru prima oară de către Revoluția Franceză prin Declarația Drepturilor Omului și Cetățeanului, adoptată de Adunarea Națională a Franței la data de 26 august 1789.
| “                                                         | Orice om trebuie considerat nevinovat până la probarea culpabilității sale. Dacă se consideră indispensabil să fie arestat, orice severitate care n-ar fi necesară pentru a se asigura de persoana sa, trebuie să fie în mod riguros reprimată prin lege. | ” |
| — Art.9 din Declarația Drepturilor Omului și Cetățeanului | |   |

Acest text a influențat decisiv, în sens umanist, toate sistemele de drept procesual penal ale Europei. Această prezumție a fost consacrată la nivel mondial de articolul 11 din Declarația Universală a Drepturilor Omului adoptată de ONU la 10 decembrie 1948.
| “                                                             | Orice persoană învinuită (acuzată) a fi săvârșit o infracțiune este prezumată nevinovată atâta timp cât vinovăția sa nu a fost stabilită (dovedită) într-un proces public cu asigurarea garanțiilor necesare apărării. | ” |
| — Articolul 11 din Declarația Universală a Drepturilor Omului | |   |

Prezumția de nevinovăție a fost reiterată la nivel internațional de către Pactul Internațional al Drepturilor Civile și Politice
| “                                                                         | Orice persoană acuzată de săvârșirea unei infracțiuni este prezumată a fi nevinovată cât timp culpabilitatea sa nu a fost stabilită în mod legal. | ” |
| — Art.14 pct.2 din Pactul Internațional al Drepturilor Civile și Politice | |   |

Recent, Curtea Europeană a Drepturilor Omului prin Decizia din 10 februarie 1995, în cauza Rihemont vs. Franța a statuat că „o încălcare a prezumției de nevinovăție poate să provină nu numai din partea unor judecători sau a unui tribunal, ci și din partea altor autorități publice”.

## Prezumția de nevinovăție în România
- Prezumția de nevinovăție a intrat în legislația românească prin Decretul nr.212 din 1974 de adoptare a Pactului Internațional al Drepturilor Civile și Politice.
- A fost reconfirmată prin intermediul Legii nr.30 din 18 mai 1994 prin care România a ratificat Convenția pentru Apărarea Drepturilor Omului și Libertăților Fundamentale și protocoalele adiționale la această Convenție.
- Constituția României din decembrie 1991, statornicește regula prezumției de nevinovăție astfel:

| “                                       | Până la rămânerea definitivă a hotărârii judecătorești de condamnare, persoana este nevinovată. | ” |
| — Art.23 pct.8 din Constituția României |                                                                                                 |   |

- Prezumția de nevinovăție este de asemenea prevăzută în procedura penală română: „ART. 66 Dreptul de a proba lipsa de temeinicie a probelor Învinuitul sau inculpatul beneficiază de prezumția de nevinovăție și nu este obligat să-și dovedească nevinovăția. În cazul când există probe de vinovăție, învinuitul sau inculpatul are dreptul să probeze lipsa lor de temeinicie.” .
- Prezumtia de nevinovatie isi gaseste consacrarea atat in prevederile Declaratiei Universale a Drepturilor Omului (art.11) cat si in cele ale Constitutiei Romaniei (art.23 pct.11) si ale Codului de procedura penala (art.4). Potrivit acestei prezumtii, ridicata la rang de principiu, orice persoana este considerata nevinovata pana la stabilirea vinovatiei sale printr-o hotarare penala definitiva.